# Ablabesmyia alaskensis
Ablabesmyia alaskensis es una especie de insecto díptero. Fue descrito por primera en 1971 por Roback. 
Pertenece al género Ablabesmyia, familia Chironomidae.

## Distribución
Se distribuye por Alaska.